# مظاهرات جامعة ولاية أوهايو المؤيدة لفلسطين
بدأت سلسلة من الاحتجاجات في جامعة ولاية أوهايو من قبل المتظاهرين المؤيدين للفلسطينيين في الحرم الجامعي ردًا على الصراع الإسرائيلي الفلسطيني في 7 أكتوبر 2023. تم إنشاء معسكر تضامن في ملعب جامعة ولاية أوهايو الجنوبي في 25 أبريل 2024، وخلاله تم اعتقال ما لا يقل عن 36 شخصًا،  مما جعلها أكبر عمليات اعتقال جماعي في الحرم الجامعي منذ احتجاجات حرب فيتنام في الفترة 1969-1970. تشمل مطالب المحتجين في جامعة ولاية أوهايو " سحب الاستثمارات المالية، ومقاطعة المؤسسات الأكاديمية، والإفصاح المالي ، والاعتراف بالإبادة الجماعية، وإنهاء عمليات الشرطة المستهدفة".
انتقدت الجماعات المؤيدة للفلسطينيين ردود أفعال الجامعة تجاه الاحتجاجات، والتي تضمنت السماح لجنود الولاية بتوجيه بنادق بعيدة المدى نحو الطلاب أثناء تفريق مخيم التضامن مع غزة، وتعليق عمل منظمة طلابية مؤيدة للفلسطينيين، وقمع محاولات حكومة الطلاب الجامعيين لتمرير تشريع لسحب الاستثمارات المالية من إسرائيل بعد تلقي ضغوط من مسؤولين في منظمة هليل الدولية الصهيونية.
أصرت الجامعة على أن أفعالها محايدة سياسياً، حيث صرح الرئيس والتر إي. كارتر الابن بأن "قواعد الفضاء طويلة الأمد في الجامعة محايدة من حيث المحتوى ويتم تطبيقها بشكل موحد".

## خلفية الحدث
تصاعدت الاحتجاجات المؤيدة للفلسطينيين في الجامعات من أبريل 2024 حتى الصيف، وامتدت إلى الولايات المتحدة ودول أخرى، كجزء من احتجاجات أوسع نطاقًا على حرب غزة. بدأ التصعيد، الذي أطلق عليه النشطاء اسم "انتفاضة الطلاب"، في 18 أبريل بعد اعتقالات جماعية في حرم جامعة كولومبيا، بقيادة جماعات مناهضة للصهيونية، حيث طالب المتظاهرون بسحب استثمارات الجامعة من إسرائيل بسبب الإبادة الجماعية في غزة. اعتُقل أكثر من 3100 متظاهر في الولايات المتحدة، بمن فيهم أعضاء هيئة التدريس والأساتذة، في أكثر من 60 حرمًا جامعيًا. انتشرت الاحتجاجات في جميع أنحاء أوروبا في مايو، مع اعتقالات جماعية في هولندا، وإقامة 20 مخيمًا في المملكة المتحدة، وفي جامعات في أستراليا وكندا.

#### الجدول الزمني
| تاريخ         | حادثة               | اعتقالات مؤكدة | اعتقالات مزعومة من قبل جماعات مؤيدة لفلسطين |
| ------------- | ------------------- | -------------- | ------------------------------------------- |
| 23 أبريل 2024 | تعطيل قاعة ميلينغ   | 2              | 2                                           |
| 25 أبريل 2024 | مخيم التضامن مع غزة | 36             | 41                                          |
| 1 يونيو 2024  | تعطيل اتحاد أوهايو  | 0              | 3                                           |
| حاضر          | المجموع             | 38             | 46                                          |

#### 23 أبريل: تعطيل قاعة ميلينغ
في 23 أبريل 2024، في حدث نظمته منظمة شباب أوهايو من أجل العدالة المناخية، تجمع حوالي 60 فردًا خارج قاعة ميلينج، وهو مبنى إداري بالقرب من المركز الطبي ويكسنر ، للاحتجاج على الصراع الإسرائيلي الفلسطيني ، والدعوة إلى سحب الاستثمارات من الوقود الأحفوري خلال اجتماع مجلس أمناء جامعة ولاية أوهايو داخل المبنى.
بحسب رئيس منظمة شباب أوهايو من أجل العدالة المناخية، تم تحذير الطلاب من أنه "لن يكون هناك أي تسامح مع الضوضاء المكبرة" وذلك لأن اليوم كان يوم القراءة. ومن أجل الامتثال، هتف الطلاب دون استخدام مكبرات الصوت الخاصة بهم بعد مسيرتهم إلى قاعة ميلينغ. وقال ضباط شرطة جامعة ولاية أوهايو للمحتجين إنه على الرغم من أنهم لم يحضروا مكبرات الصوت الخاصة بهم، إلا أنه كان من الممكن سماعهم من داخل بهو المبنى. بعد رفضهم المغادرة، ألقت الشرطة القبض على اثنين من المتظاهرين الذين كانوا طلابًا في جامعة ولاية أوهايو، واتهمتهم بالتعدي الجنائي والجنحة.

#### 25 أبريل: مخيم التضامن مع غزة

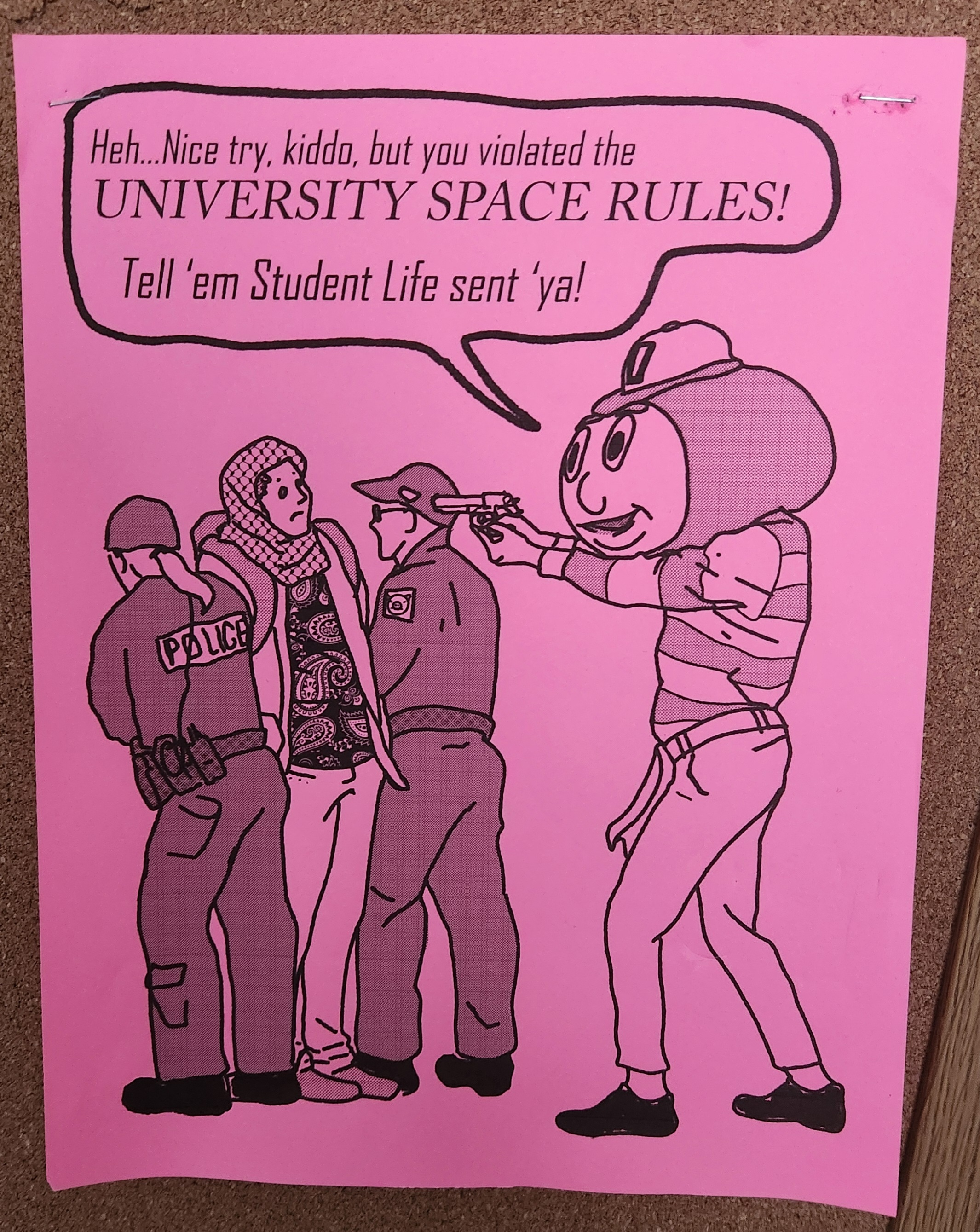
رسم كاريكاتوري سياسي مؤيد لفلسطين يصور تميمة جامعة ولاية أوهايو، وهو يوجه مسدسًا نحو طالبة ترتدي الحجاب، مشيرًا إلى قواعد المساحة الجامعية؛ عُثر عليه في مبنى تيماشيف فاميلي للموسيقى بجامعة ولاية أوهايو، 15 أكتوبر/تشرين الأول 2024.

تم تنظيم معسكر في 25 أبريل 2024، من قبل العديد من المنظمات الطلابية المؤيدة للفلسطينيين بما في ذلك طلاب جامعة ولاية أوهايو وتوليدو من أجل العدالة في فلسطين، يهود جامعة ولاية أوهايو من أجل العدالة في فلسطين، حزب الاشتراكية والتحرير في كولومبوس، العدالة والوحدة والتحول الاجتماعي، المد الصاعد في كولومبوس، وشباب أوهايو من أجل العدالة المناخية.
وصل المتظاهرون في البداية في الصباح. تم القبض على العديد من الأشخاص طوال اليوم لنصب الخيام في الملعب الجنوبي، بينما كانت الشرطة تراقبهم من مسافة بعيدة. وبحسب ما ورد، فقد اعتقلت الشرطة أحد أعضاء هيئة التدريس والموظفين في منظمة العدالة في فلسطين، وتعرض العديد من الأعضاء الآخرين للمضايقة، بسبب "القراءة والجلوس في القاعة البيضاوية". خلال ليلة المخيم، طلب الرئيس والتر إي. كارتر الابن مساعدة دورية الولاية، على الرغم من أن شرطة الجامعة كانت قد بدأت بالفعل في التنسيق مع شرطة الولاية منذ حوالي الساعة 5:00 مساءً واستشهد المسؤولون "بقواعد تحظر التخييم والفعاليات الليلية وتعطيل أعمال الجامعة"، وهو ما تم السخرية منه لاحقًا في رسم كاريكاتوري سياسي.
في الساعة 7:32 مساءً، أصدرت السلطات تحذيرًا: "تفرقوا خلال 15 دقيقة وإلا ستُعتقلون". وفقًا لصحيفة "ذا لانترن "، "رغم صدور التحذيرات من خلف الحشد، إلا أن الضحك والابتسامات كانت تملأ المكان". حوالي الساعة العاشرة مساءً، بينما كان الطلاب المسلمون يصلون، سارت شرطة مكافحة الشغب نحو المخيم وبدأت في الاعتقالات. وردًا على ذلك، قام المتظاهرون بتشكيل حاجز بشري حول الخيام من خلال ربط أذرعهم معًا.
أثناء الاعتقالات، تحول جنود دورية الطرق السريعة في ولاية أوهايو على متن حافلة أوهايو يونيون من مراقبة الطلاب من خلال المناظير إلى توجيه "أسلحة نارية بعيدة المدى" نحوهم، وهو ما ادعى المتحدث باسم الجامعة بنيامين جونسون أنه كان جزءًا من بروتوكولهم. صرح جونسون في البداية بأنه "لا يوجد قناصة" على سطح مبنى اتحاد أوهايو، ولكن بعد نشر صور القناصة لاحقًا، صرح بأن "الفريق يحمل معدات قياسية، بما في ذلك الأسلحة النارية، والتي لن تُستخدم إلا بشكل تفاعلي لحماية سلامة جميع الحاضرين، بما في ذلك المتظاهرين". كانت جامعة ولاية أوهايو واحدة من جامعتين فقط في العالم، والجامعة الأخرى هي جامعة إنديانا ، مع تقارير عن تواجد قناصة الشرطة في الاحتجاجات المؤيدة للفلسطينيين في الحرم الجامعي عام 2024.
بحلول نهاية المساء، تم اعتقال ما لا يقل عن 36 متظاهرًا، بما في ذلك 16 طالبًا من جامعة ولاية أوهايو و20 طالبًا من خارج جامعة ولاية أوهايو، وفقًا للسلطات. هذا الرقم محل نزاع من قبل مجلس العلاقات الأمريكية الإسلامية ، الذي أفاد بأن 41 شخصًا قد تم اعتقالهم خلال هذا الحدث. أظهرت إحدى النساء التي تعرضت للضرب في وجهها "كدمتها للآخرين الذين كانوا يشاهدونها وهي تبتعد عن الفوضى". وجهت إلى المعتقلين تهمة التعدي على ممتلكات الغير. وجاء في بيان أصدرته جامعة ولاية أوهايو في وقت لاحق: "إن الاعتقالات ليست إجراءً نتخذه باستخفاف، ونحن نقدر دعم جميع شركائنا في إنفاذ القانون لتفريق المخيم من أجل سلامة مجتمع جامعتنا".
تقول منظمة طلاب من أجل العدالة في فلسطين إن هناك "ما لا يقل عن 70 ضابطًا" في مكان الحادث. بعد إلقاء القبض عليهم، زعموا أيضًا أن الحجاب تم نزعه بالقوة من الطلاب أثناء التقاط صورهم، وتم رفض منح المسلمين مكانًا للصلاة، ورفضت الشرطة تزويدهم بالطعام الحلال.

#### 29 أبريل: شهادات مجلس مدينة كولومبوس
في 29 أبريل/نيسان 2024، وصل متظاهرون مؤيدون للفلسطينيين إلى اجتماع مجلس مدينة كولومبوس لدعم المتظاهرين الذين تم اعتقالهم في مخيم التضامن مع غزة، مطالبين المدينة بإسقاط جميع التهم الموجهة إليهم بتهمة التعدي الجنائي. وامتلأت القاعة بالمتظاهرين وهتفوا بشعارات مثل "العار" في وجه ممثلي المحكمة أثناء إلقاء ثلاثة طلاب من جامعة ولاية أوهايو ألقي القبض عليهم في مخيم التضامن مع غزة.
اتهم أحد المتحدثين الشرطة بإحداث ارتجاج شديد لها، واتهم متحدث ثان الشرطة بسحب سرواله بعد ربطه بسحاب. كما زعم أنه بعد أن فقد متظاهر آخر وعيه وضرب رأسه بالحائط، تجاهلته الشرطة لمدة 15 دقيقة قبل أن تطلب المسعفين.

## السلطة في صراع مع الجماعات المؤيدة للفلسطينيين

#### 13 ديسمبر: تعليق عضوية الاشتراكيين الثوريين في وسط أوهايو
في 13 ديسمبر 2023، تم تعليق عضوية الاشتراكيين الثوريين في وسط أوهايو (CORS)، وهي منظمة طلابية مسجلة مؤيدة للفلسطينيين في جامعة ولاية أوهايو، وخلال هذه الفترة "تم منع النادي من المشاركة في الأنشطة أو عقدها". وقال المتحدث باسم جامعة ولاية أوهايو ديف إسحاقس إن هذا يرجع إلى عدة انتهاكات، بما في ذلك "تجاهل توجيهات الجامعة، وعدم الاستجابة لطلبات الاجتماع من مستشاري المنظمة وقادة الجامعة، ونشر مواد تتضمن شعارًا مرتبطًا بمنظمة إرهابية محددة". كان ملصقهم، الذي حمل عنوان "الانتفاضة والثورة والطريق إلى فلسطين الحرة"، يتضمن رسمًا لمسلح مؤيد للفلسطينيين، مما دفع الجامعة إلى الادعاء بأن CORS يشكل "خطرًا كبيرًا من الضرر الجسيم".

ملصق مؤيد لفلسطين في مبنى الموسيقى لعائلة تيماشيف بجامعة ولاية أوهايو ينتقد مجلس أمناء الجامعة، 14 أكتوبر/تشرين الأول 2024

وصفت منظمة CORS التصريحات التي نشرتها The Lantern بأنها تشهيرية، وطالبت إدارة جامعة ولاية أوهايو بالتراجع عن مقالتها والاعتذار عنها. في بيان عام، زعمت CORS أن جامعة ولاية أوهايو قد حرفت التهم من أجل تعليقهم بسبب معتقداتهم السياسية، بما في ذلك استخدام تجاهل رسالة بريد إلكتروني عامة "للتعرف عليك" تم إرسالها خلال أسبوع الاختبارات النهائية كذريعة لادعائهم تجاهلوا الاتصالات من الجامعة، من خلال عدم توضيح أن حجز غرفة جامعة ولاية أوهايو الذي قاموا به قد انتهى، ومن خلال فرض سياسة لافتات جامعة ولاية أوهايو بشكل انتقائي.
في 2 فبراير 2024، أعيد تأسيس CORS كمنظمة طلابية بشرط حضورهم اجتماعات إضافية مع الإدارة، وهو ما تدعي CORS أنه كان يرجع إلى حد كبير إلى "المئات من الأفراد والمنظمات الذين دعمونا".

#### 25 مارس: فضيحة سحب الاستثمارات من حكومة الطلاب الجامعيين
في 25 مارس 2024، اقترحت حكومة الطلاب الجامعيين في جامعة ولاية أوهايو مبادرة بعنوان "حث جامعة ولاية أوهايو على سحب استثماراتها من الشركات التي تستفيد من انتهاكات حقوق الإنسان". حصلت المبادرة على 1247 توقيعًا (415 توقيعًا رقميًا من موزع رقمي و832 توقيعًا من مصادر أخرى)، وهو ما يزيد عن الحد الأدنى البالغ 1000 توقيع المطلوب للظهور في بطاقة الاقتراع الرئاسية. ألغت اللجنة القضائية التابعة للحكومة الأمريكية هذه المبادرة.
بحسب رئيسة منظمة طلاب من أجل العدالة في فلسطين جنين موسى، فإن التوقيعات "اعتبرت غير صالحة بسبب نشر العريضة على موقع إنستغرام". وزعم موسى أن المرشحين الآخرين الذين "استخدموا نفس الأسلوب تمامًا إلى حد أكبر مما فعلناه" لم يتعرضوا للعقوبة، مما يعني أن مبادرتهم كانت مستهدفة بسبب محتواها المؤيد للفلسطينيين.
سربت منظمة طلاب جامعة ولاية أوهايو من أجل العدالة في فلسطين لقطات شاشة لرسائل البريد الإلكتروني من عام 2015 بين نائب الرئيس الأول لشؤون الطلاب جافون آدامز جاستون وعضو منظمة هليل الدولية جوزيف كوهان. في البريد الإلكتروني، ناشد كوهان الهيئة القضائية في حكومة الولايات المتحدة استخدام حق النقض ضد المبادرة، قائلاً: "نحث حكومة الولايات المتحدة، وخاصةً الهيئة القضائية، على تحمل مسؤوليتها وإجراء التغييرات اللازمة، بما في ذلك إلغاء شرط التوقيع". وتعرض قضاة حكومة الولايات المتحدة لتهديدات بالعزل "بسبب مخاوف من 'إساءة استخدام السلطة والمنصب'"، مما دفع ثلاثة قضاة إلى استقالة بعد الحادثة بفترة وجيزة.

#### 26 يوليو: تم توقيع قانون "CAMPUS" ليصبح قانونًا
تم تقديم قانون "CAMPUS"، المعروف أيضًا باسم مشروع قانون مجلس النواب 606 (HB606)، في البداية من قبل ممثلي ولاية أوهايو ( جمهوري ) جاستن بيزولي و( ديمقراطي ) دونتافيوس جاريلز، وتم دمجه لاحقًا في مشروع قانون مجلس الشيوخ 94 (SB94)، وتم توقيعه كقانون في 26 يوليو 2024، مع تاريخ سريان 24 أكتوبر 2024. الهدف المعلن للسياسة هو "إلزام الكليات والجامعات العامة والخاصة بتبني وتطبيق سياسة تتعلق بالمضايقات والترهيب العنصري والديني والعرقي". وقد حظي هذا القانون باهتمام على وسائل التواصل الاجتماعي، حيث زعمت مجموعة Rising Tide Columbus المؤيدة لفلسطين أن هذا القانون يمثل نهاية حماية حرية التعبير في جامعة ولاية أوهايو وأنه تم تمريره لقمع الاحتجاجات المؤيدة للفلسطينيين.
يسمح أحد أحكام مشروع القانون رقم 94، الموضح في القسم 3320.08، لكل مؤسسة حكومية للتعليم العالي بالإعلان على موقعها الإلكتروني عن "أي وقت أو مكان أو طريقة تفرض فيها قيودًا على الأنشطة التعبيرية". وفقًا للمادة 3345.0211 من قانون ولاية أوهايو المنقح، تشمل الأنشطة التعبيرية "أي وسيلة قانونية شفهية أو مكتوبة أو سمعية بصرية أو إلكترونية يمكن للأفراد من خلالها التواصل بالأفكار، بما في ذلك جميع أشكال التجمع السلمي والاحتجاجات والخطابات وتوزيع الأدبيات وحمل وعرض اللافتات وتوزيع الالتماسات". في حين أن مشروع القانون ينص على أنه يحمي حقوق التعديل الأول، إلا أن مشروع القانون لا يفرض أي قيود على متى يُسمح بتنفيذ القيود المفروضة على الأنشطة التعبيرية.
ينص مشروع القانون أيضًا على أن تضمن المؤسسات التعاون بين أمن الحرم الجامعي وأجهزة إنفاذ القانون المحلية ودوريات الطرق السريعة بالولاية والمجتمعات الطلابية لتوفير الأمن للمنظمات الطلابية التي تواجه تهديدات بالهجمات الإرهابية أو جرائم الكراهية. بالإضافة إلى ذلك، ينص القانون على ثلاثة برامج لمنح لضمان سلامة الطلاب في الفعاليات: برنامج دعم أمن الحرم الجامعي، وبرنامج منحة سلامة الطلاب في الحرم الجامعي، وبرنامج منحة مجتمع الحرم الجامعي.
تتضمن مخصصات التمويل لهذه البرامج 2,000,000 دولار أمريكي لبرنامج دعم أمن الحرم الجامعي، و1,000,000 دولار أمريكي لبرنامج منحة سلامة الطلاب في الحرم الجامعي، و1,375,000 دولار أمريكي لسلامة الحرم الجامعي والتدريب.

## الصراعات بين المتظاهرين المؤيدين لإسرائيل والمؤيدين للفلسطينيين
| تاريخ          | حادثة                                               | تفاصيل |
| -------------- | --------------------------------------------------- | --- |
| 8 أكتوبر 2023  | حادثة البصق                                         | تم البصق على أحد الطلاب في ملعب ولاية أوهايو أثناء شرائه سوارًا مكتوبًا عليه "أنا أقف مع إسرائيل". |
| 9 نوفمبر 2023  | تخريب علم هليل                                      | قام متظاهران لا تربطهما أي صلة معروفة بالاحتجاجات بتخريب الأعلام الإسرائيلية في بهو جامعة ولاية أوهايو هيليل ، وهتفوا بشعارات مثل "أنت تدعم الإبادة الجماعية". وقد وجهت إليهم تهم جنحة، والترهيب العرقي، وأكثر من ذلك. تم إسقاط جميع التهم في وقت لاحق باستثناء تهمة التعدي على ممتلكات الغير. |
| 27 مارس 2024   | تعطيل جلسة معلومات هليل                             | قام متظاهرون مؤيدون للفلسطينيين من الكتلة السوداء تابعون لمنظمة يهود من أجل العدالة في فلسطين (JJP) ومنظمة حليفة لم يتم الكشف عن اسمها بتعطيل جلسة معلوماتية لرحلة "البحث عن الحقائق في إسرائيل" السنوية التي تنظمها منظمة هليل الدولية من خلال رفع لافتة تقول "جامعة ولاية أوهايو هيليل تدعوك لزيارة دولة إبادة جماعية". اتهمت منظمة جيه جي بي منظمة هليل بأنها منظمة "قومية عرقية" وتم إلغاء الحدث بسبب الاضطراب. |
| 20 أبريل 2024  | اشتباكات احتجاجية في اتحاد طلاب ولاية أوهايو        | واجه متظاهر مضاد يرتدي الكيباه المتظاهرين المؤيدين للفلسطينيين في احتجاج اتحاد الطلاب ، وصاح مرارًا وتكرارًا "أظهر وجهك" في وجه متظاهر ملثم ودفعه. |
| 12 سبتمبر 2024 | احتجاجات مضادة لمظاهرة موريتز المؤيدة لفلسطين       | نظم طلاب من أجل العدالة في فلسطين مظاهرة خارج كلية موريتز للقانون . وبعد فترة وجيزة، بدأت مظاهرة مضادة، حيث لوح المتظاهرون المضادون بالأعلام الإسرائيلية. أثناء إلقاء أحد الأساتذة المؤيدين لفلسطين كلمة، هتف المتظاهرون المضادون "أطلقوا سراح الرهائن"، وهو ما قوبل بـ"العار" من جانب المتظاهرين المؤيدين لفلسطين.                                                                                                 |
| 7 أكتوبر 2024  | احتجاجات مضادة لاعتصام نقابة أوهايو المؤيدة لفلسطين | نظم طلاب من أجل العدالة في فلسطين وقفة احتجاجية خارج مبنى اتحاد أوهايو . وبعد فترة وجيزة، بدأت مظاهرة مضادة شارك فيها نحو 40 طالبًا وعضوًا من المجتمع، وكان المتظاهرون المضادون يحملون الأعلام الإسرائيلية. |

## مزاعم خطاب الكراهية والترهيب

#### معاد للسامية
في يوم 10 نوفمبر، وقعت جريمة كراهية عنيفة معادية للسامية ارتكبها رجلان ضد طلاب يهود في شارع نورث هاي ستريت بجوار حرم جامعة ولاية أوهايو. ولم يتم التعرف على الأفراد المسؤولين عن هذه الحادثة، ولا يوجد ما يشير إلى انتمائهم إلى أي منظمة مؤيدة للفلسطينيين.
في 20 أبريل 2024، ادعت جامعة ولاية أوهايو أن تعليقات "مستهجنة" قد صدرت في احتجاجات الطلاب، ووصفتها بأنها خطاب كراهية ، لكنها لم تصف التعليقات المحددة التي تم الإدلاء بها. أشار الرئيس والتر إي. كارتر الابن إلى المظاهرات المؤيدة للفلسطينيين باعتبارها تتألف من "تهديدات بالعنف" و"خطاب الكراهية"، مرة أخرى دون وصف أي تعليقات محددة.

#### معادي للفلسطينيين
صرح العديد من أعضاء منظمة طلاب جامعة ولاية أوهايو من أجل العدالة في فلسطين (SJP) بأنهم كانوا هدفًا لتهديدات بالقتل على وسائل التواصل الاجتماعي، ومضايقات في الفصول الدراسية، والتمييز العام، وفي حالة إحدى الطالبات، تعرضت لحادث مطاردة. تلقى أحد الأعضاء تهديدًا بالقتل عبر رسائل مباشرة على إنستغرام ، جاء فيها: "الموت لك ولعائلتك. أتمنى أن يجدك جيش الاحتلال الإسرائيلي وتموت ببطء. من الجيد أن أعرف أنك ستذهب إلى توسو الإرهابي، سيعرف العميد أنك تقطع رؤوس الأطفال أيها العاهرة". وقالت عضوة ثانية إنها تعرضت للمطاردة من قبل شخص غريب عدة مرات بعد انتهاء الدرس، وأنها تقدمت بشكوى رسمية وتواصلت مع المشرفين "10 مرات على الأقل" ولكن لم يتم اتخاذ أي إجراء، لذلك توقفت عن الذهاب إلى الفصل. وأفاد عضو ثالث بأن شخصًا يستخدم اسمًا وعنوانًا مزيفين أرسل منشورًا لرهينة إسرائيلي إلى عنوانها الخاص. وقال متحدث باسم الجامعة إن الإدارة ومحقق شرطة جامعة ولاية أوهايو راجعوا الحوادث وعرضوا الموارد والدعم، لكن لم يستجب أي من الطلاب.
استهدفت كاناري ميشن، وهي قاعدة بيانات عامة مخصصة لتتبع المتظاهرين المؤيدين للفلسطينيين، العديد من الطلاب في برنامج OSU SJP وأستاذ حالي في جامعة ولاية أوهايو وأدرجتهم في القائمة السوداء.

## استجابات السلطة

#### إدارة الجامعة
بعد مخيم التضامن مع غزة، أصدر الرئيس كارتر بيانًا عامًا موجهًا إلى "الطلاب وأعضاء هيئة التدريس والموظفين" قال فيه: "ما حدث في حرمنا الجامعي في 25 أبريل لم يكن تقييدًا لحرية التعبير. بل كان انتهاكًا متعمدًا لقواعد الفضاء الجامعي المعمول بها لضمان إمكانية التدريس والتعلم والبحث والخدمة ورعاية المرضى في حرمنا الجامعي دون انقطاع". في مقابلة لاحقة مع الفانوس، سُئل كارتر عن سبب عدم حدوث أي اعتقالات في "حفل معمودية مسيحية في الحرم الجامعي"، والذي استمر لفترة أطول من المساحة المحجوزة له، على عكس معسكر التضامن مع غزة. صرح كارتر أن الاحتجاج الأخير لم ينته إلا بالاعتقالات بسبب "محاولة مخططة وبيان واضح لانتهاك قواعد مساحة الحرم الجامعي".
أشار مسؤولون جامعيون، بما في ذلك المتحدث باسم جامعة ولاية أوهايو بنيامين جونسون، إلى قانون مكافحة المقاطعة وسحب الاستثمارات وفرض العقوبات (BDS) المنقح في ولاية أوهايو، القسم 9.76، وهو قانون الولاية الذي صدر في عام 2016 وتم تعديله في عام 2022 والذي يحظر على الوكالات الحكومية، بما في ذلك الجامعات العامة، مقاطعة إسرائيل أو سحب الاستثمارات من الشركات التي لديها سياسات لصالح إسرائيل.

#### أعضاء هيئة التدريس بالجامعة
بعد فترة وجيزة من مخيم التضامن مع غزة، أصدر مجلس هيئة التدريس بجامعة ولاية أوهايو أول بيان عام له منذ عامين (تم تمريره بأغلبية 36 صوتًا بنعم و11 صوتًا بلا و8 أصوات ممتنع عن التصويت)، وجاء فيه "نرفض بشدة استخدام القوة ردًا على الاحتجاجات السلمية في أبريل 2024 في حرم جامعة ولاية أوهايو" وأننا "ندعو الجامعة إلى اتخاذ كل إجراء ممكن لإسقاط ومحو جميع التهم الجنائية المتعلقة بالاحتجاجات السلمية التي حدثت خلال أبريل 2024 في حرم جامعة ولاية أوهايو".
في مقال رأي كتبه الأستاذ السابق في جامعة ولاية أوهايو، كيث كيلتي، انتقد كيلتي قمع الإدارة لاستخدام أنظمة الصوت، قائلاً: "خلال 29 عامًا من عملي كأستاذ في جامعة ولاية أوهايو، ساهمتُ في تنظيم العديد من المسيرات والمظاهرات، حيث استخدمنا أنظمة الصوت لإيصال أصواتنا، وكانت هذه المسيرات تُقام في جميع أوقات اليوم. والآن، تحت قيادتك، يُفرض علينا الصمت ويُحرمنا من حقنا في الكلام؟" وفي نفس المقال، اقترح كيلتي أن يستقيل كارتر من منصبه كرئيس لجامعة ولاية أوهايو.
في مقال رأي كتبه الأستاذ المشارك في فنون اللغة الابتدائية بجامعة ولاية أوهايو ميتشيكو هيكيدا، صرح هيكيدا "إن وظيفتنا هي حماية الشباب تحت رعايتنا وهم يتعلمون الدفاع عن معتقداتهم، وهم يتعلمون النضال من أجل ما يعتقدون أنه صحيح". وفي حديثها مع كارتر، قالت: "كيف تجرؤ على تعريضهم للخطر؟ يجب أن تخجل من نفسك".

#### المسؤولين الحكوميين
بعد مخيم التضامن مع غزة، أعرب حاكم ولاية أوهايو ( جمهوري ) مايك ديوين عن دعمه لسياسة الجامعة في مقابلة. قال ديوين، "أعتقد أن ولاية أوهايو نجحت بشكل جيد"، "ما لا نريده هو أي نوع من الكراهية"، وأنه يعارض الاحتجاجات "مباشرة أمام باب الفصل الدراسي". كان المتظاهرون في المخيم موجودين في المنطقة الجنوبية البيضاوية، والتي لا تقع بالقرب من أي فصول دراسية. وقال إنه يدعم ولاية أوهايو والولايات المتحدة "في دعم دولة إسرائيل". وفي المقابلة نفسها، أعرب عن دعمه للمادة 9.76 من قانون ولاية أوهايو المنقح.
بعد مخيم التضامن مع غزة، ألقى السيناتور الجمهوري لولاية أوهايو جيري سيرينو خطابًا بعنوان "الرئيس الجديد لجامعة ولاية أوهايو يجتاز الاختبار الأول بنجاح باهر"، حيث صرح بأن "مسؤولي الجامعات في جميع أنحاء البلاد يمكنهم أن يتعلموا شيئًا أو شيئين من مثال جامعة ولاية أوهايو، بدلاً من الجلوس على أيديهم بينما تثير الحشود العنيفة أعمال الشغب وتقتحم المباني وتشارك في معارك شوارع مع الشرطة، كما حدث بشكل صادم في الكليات بما في ذلك جامعة كولومبيا وجامعة كاليفورنيا في لوس أنجلوس". وزعم سيرينو أيضًا أن "محرضين خارجيين" كانوا مسؤولين عن المعسكرات. واختتم كلمته قائلاً "ربما يجب علينا أن نفكر في تقديم تشريع من شأنه أن ينص على إنهاء خدمة أعضاء هيئة التدريس، سواء كانوا دائمين أو غير دائمين، الذين يشاركون في أعمال عنف في الحرم الجامعي أو يشجعون الآخرين على ارتكابها" وأن "التحرر من هذا الخوف الرهيب هو حق من الله لكل طالب" وهو "واجبه المقدس".